# Brikcij iz Toursa
Sveti Brikcij Tourški ( sveti Brikcij ali kar Bric,  je bil krščanski škof, spokornik in svetnik, * okrog 370 n. št., ?, † 13. november 444, Tours ? (Rimsko cesarstvo, danes: Francija).

## Življenje
Brikcij je bil četrti škof v Toursu (Francija) in je nasledil sv. Martina leta 397. 

### Zgodovinske okoliščine
Brikcij je bil sodobnik svetega Avguština Hiponskega in je živel v času efeškega koncila. Dežela Galija je bila del Rimskega cesarstva; tudi tam se je krščanstvo po Konstantinovem Milanskem odloku, pa tudi po odlokih cesarja Teodozija Velikega, ki ga je konec 4. stoletja postavil za državno vero, hitro širilo. Zaradi preseljevanja »barbarskih« narodov so razmere postajale vedno bolj negotove.

### Težek značaj
V njegovem življenjepisu se legenda prepleta z zgodovino in ju je težko ločiti. 
Brikcij je bil sirota. Sv. Martin ga je iz usmiljenja sprejel in vzgojil v samostanu Marmoutiers. Pozneje je postal Martinov učenec. Vendar je bil častihlepni, nestanovitni in godrnjavi Brikcij popolno nasprotje svojega učitelja Martina, kateremu je najprej služil kot diakon. Ko so mu svetovali, naj ga vendarle odpusti, je le vzdihnil: “Če je Jezus lahko prenašal Juda, zakaj bi jaz ne mogel prenašati Brikcija?” Martin je v svoji daljnovidnosti videl v učenčevi duši skrite velike Božje darove: na delovanje milosti pa je bilo treba čakati zelo dolgo. 
Ker je hotel vzdrževati sužnje in konje, ga je v tem omejeval Martin in drugi menihi. Da bi se maščeval, jih je Brikcij javno zasmehoval. 
Legenda na primer pripoveduje, kako je neki revež vprašal Brikcija po škofu Martinu, a ta mu je odgovoril: „Pojdi v cerkev; ko boš tam videl nekoga, ki stalno gleda proti nebu kot kak omejenec ali neumnež, boš vedel, da je ta pravi.«
Drugič je zabrusil samemu Martinu, ki ga je nekaj opomnil: »Barbar iz ogrske divjine ne more razlagati omikancu, ki se je rodil na obalah Loire, kako naj se obnaša. Mene, ki so me stalno dobro vzgajali, naj bi poučeval nevzgojeni stari legionar?« Martin se ni dal izzvati in je še naprej z njim potrpel – in Bric ga je prosil za odpuščanje – do naslednjega izbruha jeze.

## Škof
Kot škof v Turu je Brikcij sicer opravljal svoje dolžnosti, vendar so se širile govorice, da se je vdal posvetnim užitkom. Njegovi sovražniki so nagovorili neko žensko, naj ga obtoži zapeljevanja. Brikcij je zahteval, naj njen otrok sam pove, kdo je njegov oče. Po čudežu je trimesečni otrok zanikal, da bi bil Brikcij njegov oče. Navzoči so zahtevali, naj otrok pove tudi ime pravega očeta, pa je Brikcij to preprečil. Ker je dosegel, da je trimesečni otrok spregovoril, so ga obtožili čarovništva. Da bi dokazal svojo nedolžnost, je v žep del žareče oglje in ga brez škode prinesel do groba svetega Martina. Kljub temu njegovi sovražniki niso mirovali in so zahtevali, da zapusti Tours in dobi odpuščanje grehov iz rok samega papeža Siksta . Nazaj se je lahko vrnil šele čez sedem let, ko ga je množica burno sprejela leta 437.
Škofijski upravitelj je med tem umrl. Po vrnitvi je služil Cerkvi s takšno ponižnostjo, da so ga ljudje častili za svetnika že ob njegovi smrti.

### Škofijska upravitelja
Drugo izročilo pa omenja dva škofijska upravitelja in poroča takole:
Po Martinovi smrti je bil Brikcij izvoljen za njegovega naslednika. Ljudje so se pa uprli in namesto njega postavili za škofijskega upravitelja duhovnika z imenom Justinijan . Brikcij je zapustil mesto, da bi se izognil kamenjanju. Justinijan je upravljal škofijo skozi več kot 30 let, med katerimi se je Brikcij spametoval in začel živeti pobožno in krepostno. Po dolgotrajnih cerkvenih preiskavah je bila ugotovljena Brikcijeva nedolžnost in on je dobil podporo samega papeža svetega Zosima. Ko je torej Justinijan umrl (okrog 430), se je Brikcij vrnil nazaj in zahteval svoj sedež. Domačini pa so ga spomnili na njegovo preteklost in ga spet izgnali iz mesta, ter postavili za škofa duhovnika Armencija . Ko je Armencij umrl leta 437, se je Brikcij zopet vrnil z utemeljitvijo, da se je v dolgotrajnem izgnanstvu spreobrnil in spokoril. Meščani so mu tokrat dovolili, da upravlja svojo škofijo do smrti. Spoznali so, da je njegovo poboljšanje bilo tako resnično, da so ga takoj po smrti razglasili za svetnika.
Njegov naslednik je postal Evstohij .

## Smrt in češčenje
Brikcij je umrl 13. novembra 444, verjetno v škofijskem sedežu Toursu. 

### Zanimivosti
- Pomor Dancev na Angleškem  13. novembra 1002 imenujejo Pokol na Brikcijevo
- V mestu Stamford v Lincolnshiru na Angleškem  so na Bricovo – 13.  Novembra, prirejali bikov tek. Spomin na to hranijo v mestnem muzeju.[10]